# Carindacillina
La carindacillina, nota anche come carbenicillina indanil, è un antibiotico del gruppo delle penicilline, profarmaco della carbenicillina.

## Indicazioni
Il principio attivo è efficace contro alcune infezioni delle vie respiratorie.